# Kosmos 553
O Kosmos 553 (em russo: Космос 553) também denominado DS-P1-Yu Nº 61, foi um satélite artificial soviético lançado ao espaço com sucesso no dia 12 de abril de 1973 através de um foguete Kosmos-2I a partir do Cosmódromo de Plesetsk.

## Características
O Kosmos 553 foi o sexagésimo primeiro membro da série de satélites DS-P1-Yu e o quinquagésimo quinto lançado com sucesso após o fracasso dos lançamentos do segundo, do vigésimo terceiro, do trigésimo segundo, do quadragésimo, do quadragésimo quarto e do quinquagésimo quarto membros da série. Sua missão era auxiliar sistemas antissatélites e antimíssil soviéticos.
O Kosmos 553 foi injetado em uma órbita inicial de 519 km de apogeu e 282 km de perigeu, com uma inclinação orbital de 71 graus e um período de 92,2 minutos. Reentrou na atmosfera terrestre em 11 de novembro de 1973.